# Trzmielina

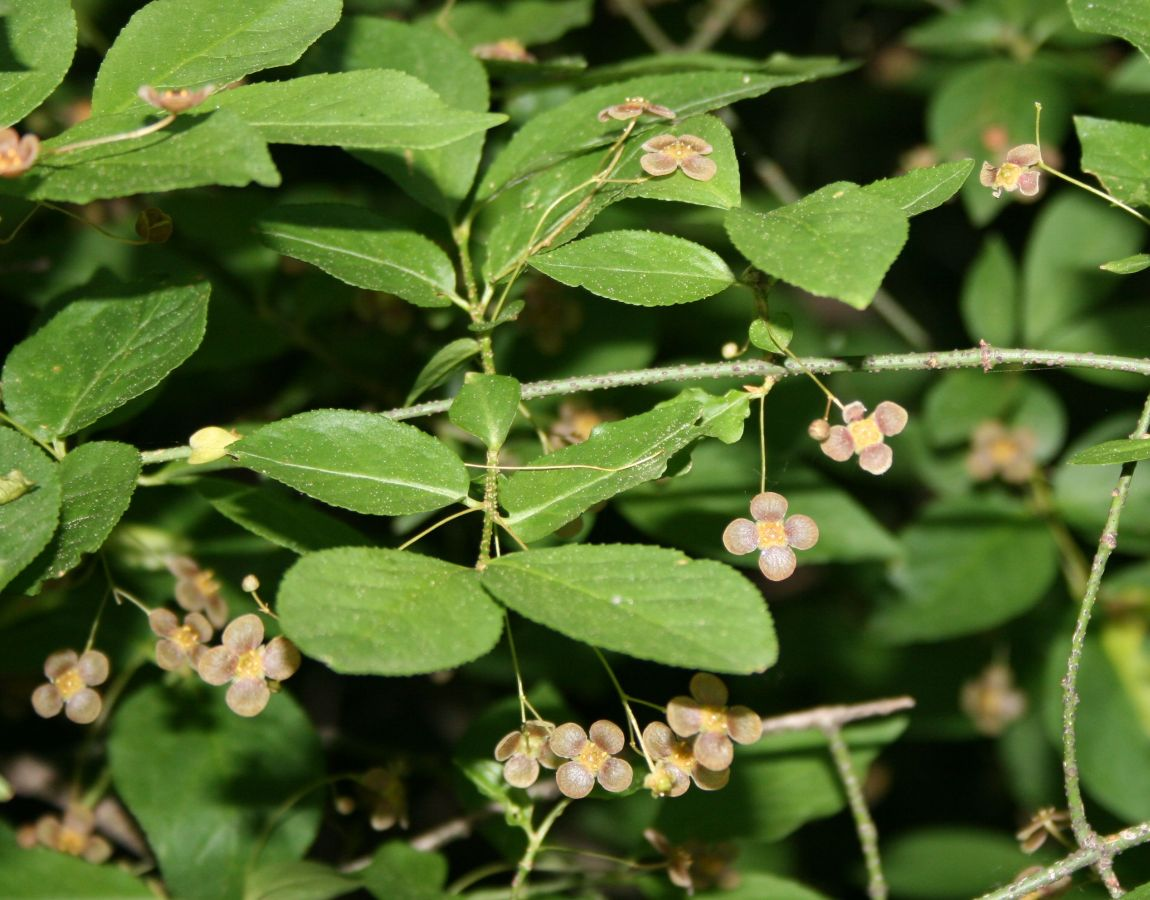
Trzmielina brodawkowata

Trzmielina (Euonymus L.) – rodzaj krzewów z rodziny dławiszowatych. Obejmuje 140 gatunków. Rośliny te występują w strefie umiarkowanej półkuli północnej – w Ameryce Północnej, Europie, północno-zachodniej Afryce i w Azji, schodząc do strefy międzyzwrotnikowej w Ameryce Centralnej (na południu do Kostaryki), w południowo-wschodniej Azji sięgając do Nowej Gwinei i Queensland w Australii oraz na Madagaskarze (tamtejsze rośliny bywają wyodrębniane jako Astrocassine). Największe zróżnicowanie osiągają w Chinach, gdzie rośnie 90 gatunków, w tym 50 to endemity. W Europie występują naturalnie cztery gatunki. W Polsce dziko rosną dwa gatunki – trzmielina pospolita E. europaea i trzmielina brodawkowata E. verrucosa. Rośliny te występują w lasach i zaroślach.
Liczne gatunki uprawiane są jako ozdobne (w Polsce ok. 20, choć w większości w kolekcjach). Szczególnie popularne są: trzmielina Fortune’a E. fortunei ze względu na zimozielone liście, płożący i pnący pokrój oraz liczne odmiany pstrolistne, trzmielina japońska E. japonicus także zimozielona i z pstrolistnymi odmianami, bywa uprawiana jako roślina pokojowa, trzmielina Maacka E. maacki. Często uprawiane są dla jaskrawych owoców (zwłaszcza trzmielina szerokolistna E. latifolius i wielkoskrzydła E. macropterus, dla przebarwiających się na czerwono liści, dla oryginalnych, ozdobionych korkowatymi listewkami pędów (trzmielina oskrzydlona E. alatus). Korzenie trzmieliny brodawkowatej E. verrucosa i pospolitej E. europaea są ważnym surowcem do produkcji gutaperki. Owoce i nasiona wielu gatunków są trujące, były wykorzystywane do usuwania wszy. Z nasion trzmieliny pospolitej uzyskiwano jednak też żółty barwnik, którym barwiono masło. Pozyskiwano z nich także olej, a węgiel drzewny z tego gatunku wykorzystywano do wyrobu prochu. Twarde, żółte drewno trzmielin wykorzystywane jest do wyrobu wrzecion, klawiszy, ćwieków, wykałaczek, smyczków.

## Morfologia

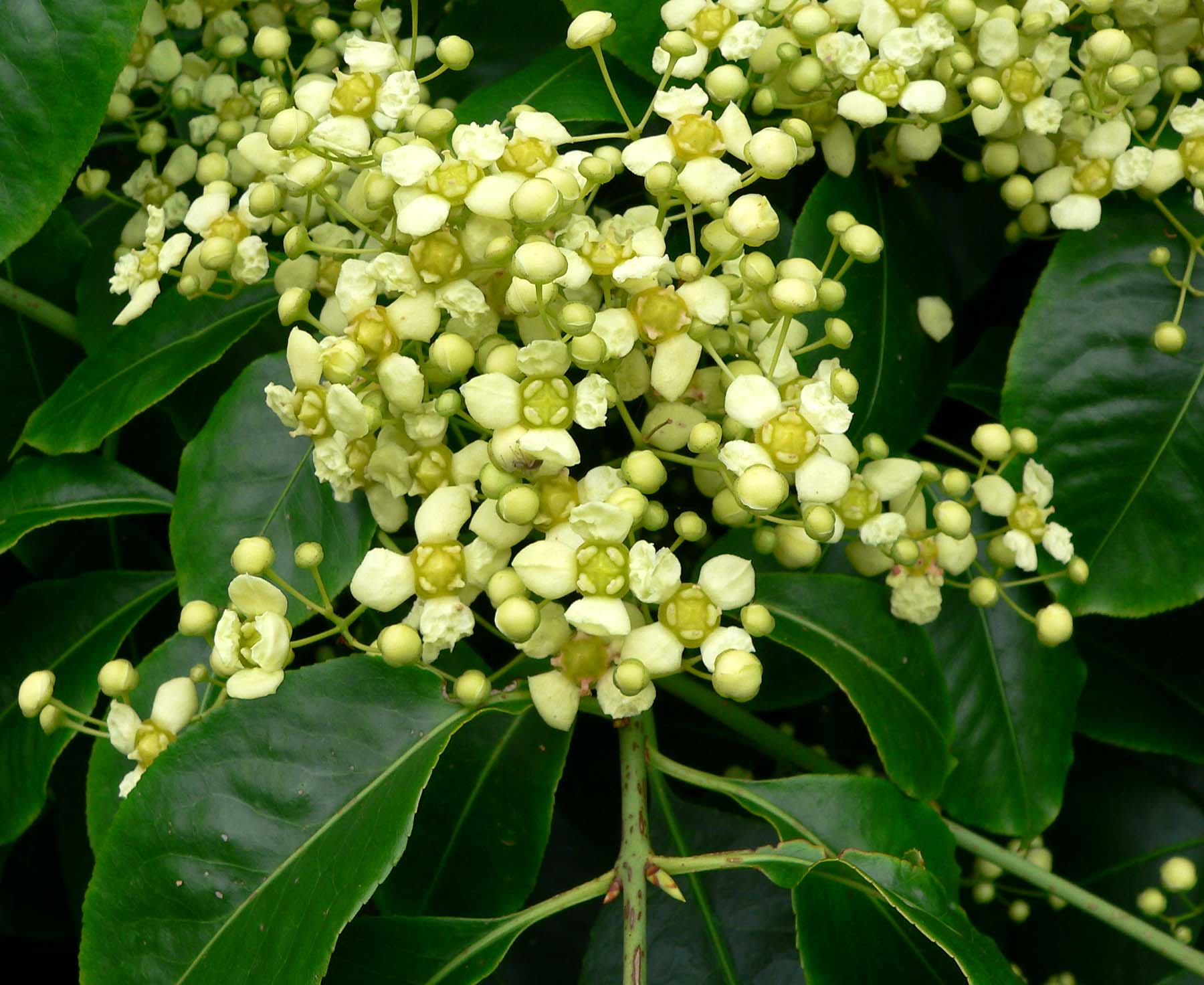
Euonymus carnosus

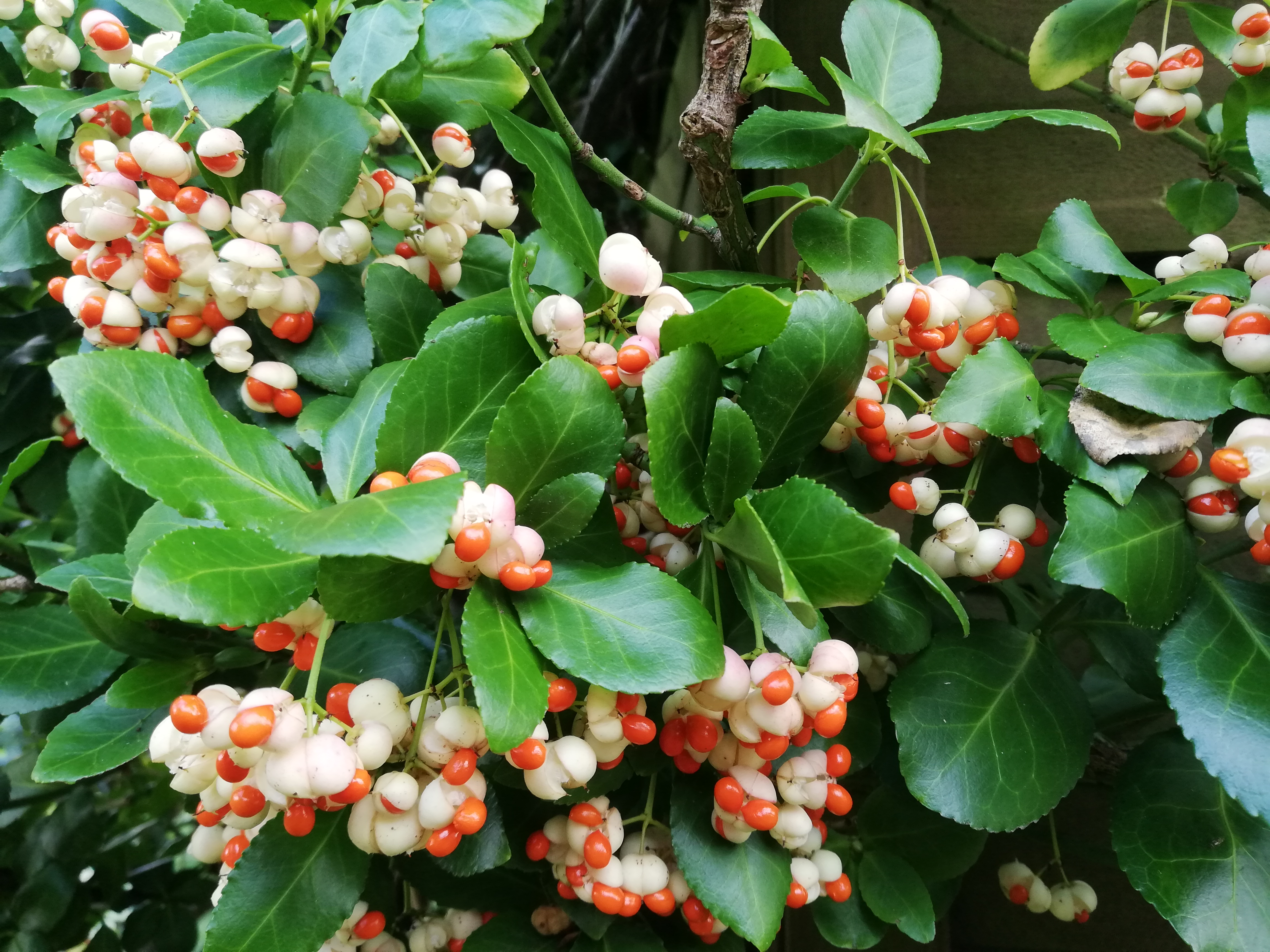
Trzmielina japońska

PokrójKrzewy i drzewa do 10 m wysokości, rzadko pnącza o pędach z czepnymi korzonkami przybyszowymi. Pędy zwykle nagie, rzadko owłosione (E. velutinus). Obłe na przekroju, ale często też czterograniaste i nawet oskrzydlone – z korkowatymi listewkami, czasem z twardymi brodawkami.
LiścieNakrzyżległe, rzadko skrętległe lub okółkowe, zimozielone lub sezonowe, z przylistkami. Blaszki pojedyncze, lancetowate, eliptyczne, jajowate i odwrotnie jajowate, całobrzegie lub drobno piłkowane lub karbowane. Jesienią przebarwiające się zwykle na czerwono.
KwiatyObupłciowe, zwykle drobne – do 1 cm średnicy (większe do 2 cm tylko u E. grandiflorus). Zebrane są zwykle po kilka–kilkanaście w kwiatostany wierzchotkowe, rzadko rozwijają się pojedynczo, zawsze w kątach liści na tegorocznych odcinkach pędów. Kwiaty są czterokrotne (pięciokrotne tylko u E. americanus). Kielicha brak. Korona kwiatu składa się z płatków zwykle blado zabarwionych – białawych, zielonkawych, żółtawych do brunatnoróżowych i ciemnopurpurowych. Pręciki wyrastają z krążka miodnikowego zrośniętego z zalążnią, czasem pylniki są siedzące, zwykle podłużne, żółte do purpurowych. Zalążnia zwykle z czterech lub pięciu owocolistków, w każdej z komór z dwoma, rzadziej większą liczbą zalążków, zwieńczona jest krótką, pojedynczą szyjką słupka.
OwoceCztero- i pięciokomorowe torebki osiągające od 5 do 25 mm średnicy, często kuliste, ale też czasem z mniej lub bardziej widocznymi wcięciami między komorami, czasem brzegi komór dodatkowo wydatne z powodu skrzydełek. Torebki zwykle różowe do czerwonych, gładkie lub z wyrostkami, czasem nawet kolczastymi. Nasiona otoczone są częściowo lub w całości pomarańczową lub czerwoną osnówką.

## Systematyka
Pozycja systematyczna

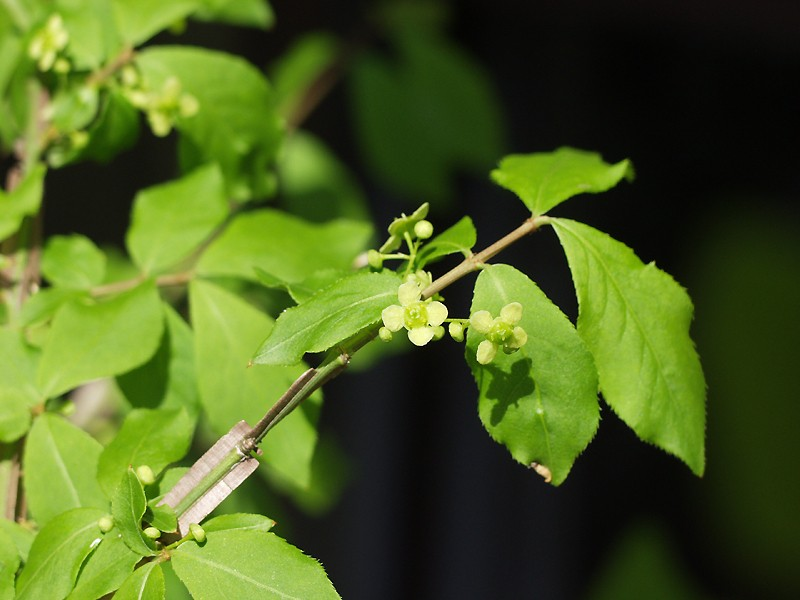
Trzmielina oskrzydlona

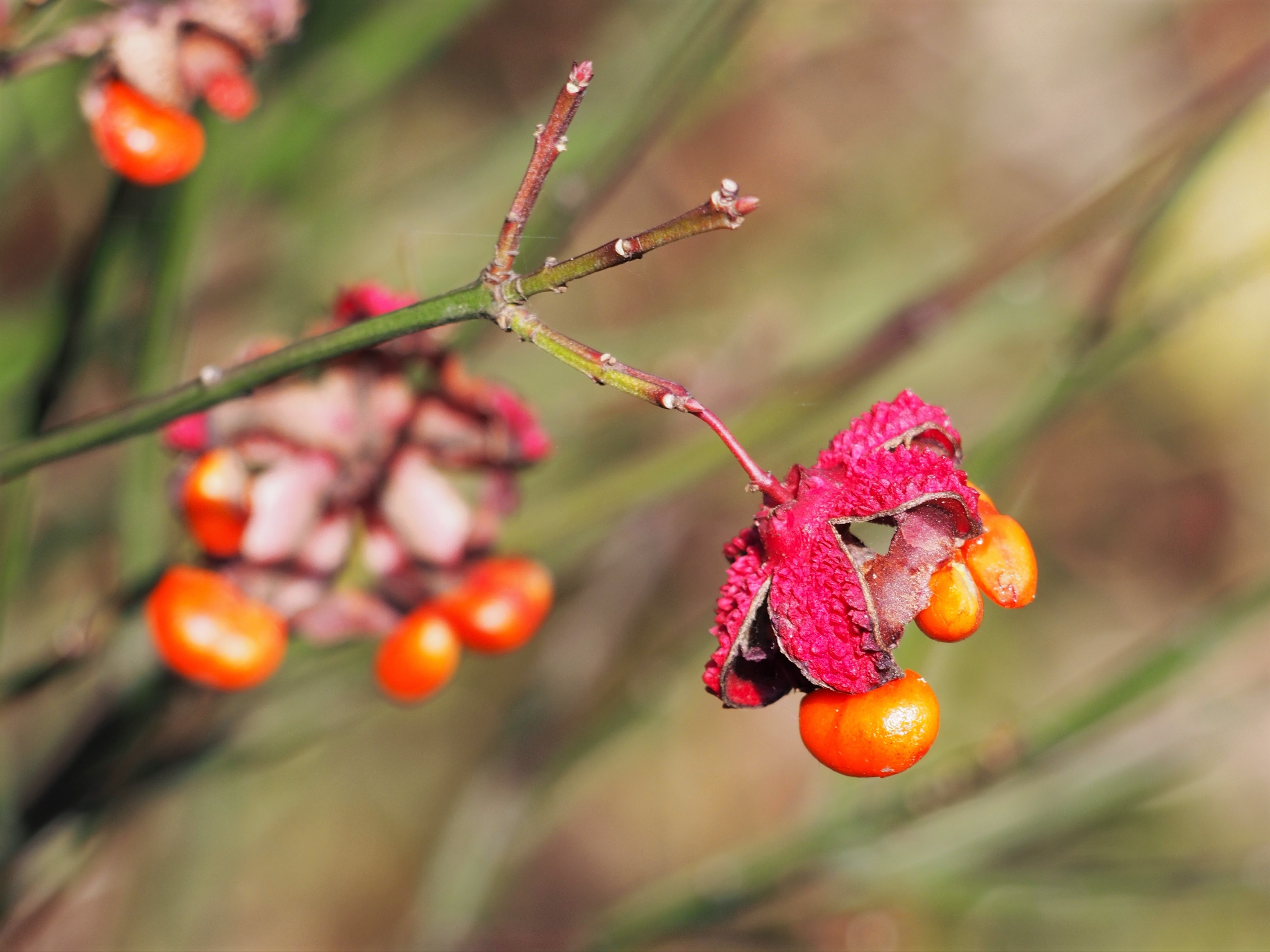
Owoc trzmieliny amerykańskiej

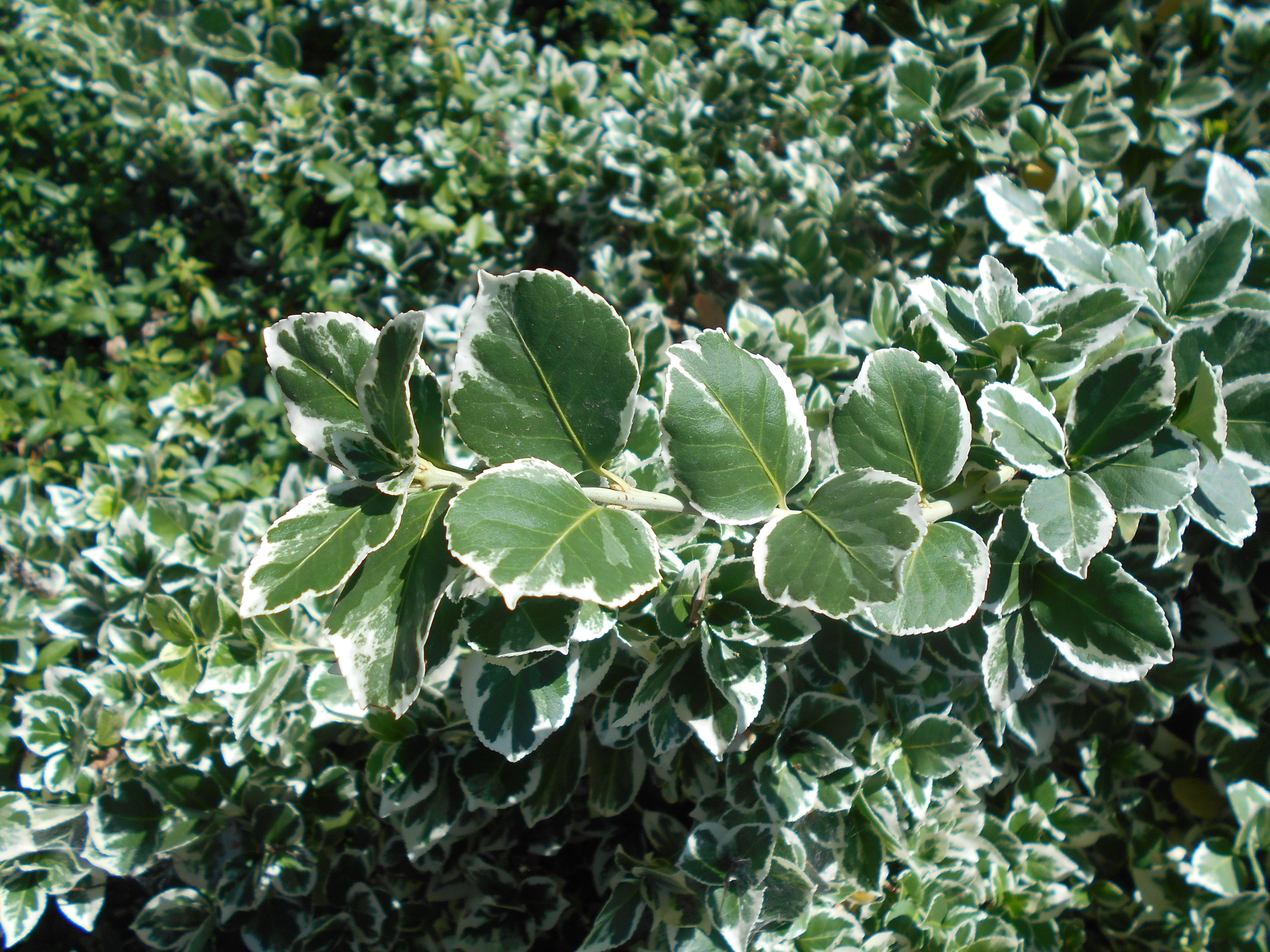
Trzmielina Fortune’a 'Silver Queen'

Rodzaj należący do podrodziny Celastroideae z rodziny dławiszowatych Celastraceae. Rodzaj jest taksonem monofiletycznym pod warunkiem włączenia do niego gatunków z rodzaju Glyptopetalum. Tradycyjny podział rodzaju na 5 sekcji, bazujący na morfologii owoców, tylko częściowo potwierdzony został jako zgodny z filogenezą odczytaną na podstawie analiz molekularnych. Klad bazalny w obrębie rodzaju stanowią dwie grupy siostrzane odpowiadające sekcjom Melanocarya i Echinococcus (w tej drugiej zagnieżdżony jest gatunek E. bockii z sekcji Illicifolia). Pozostałe gatunki z trzech sekcji (Euonymus, Illicifolia i Kalonymus) są wymieszane w obrębie osobnej grupy. Jej klad bazalny tworzą gatunki z zagnieżdżonego tu rodzaju Glyptopetalum wraz z siostrzanym względem nich E. tingens.
Wykaz gatunków
- Euonymus acanthocarpus Franch.
- Euonymus acanthoxanthus Pit.
- Euonymus actinocarpus Loes.
- Euonymus aculeatus Hemsl.
- Euonymus aculeolus C.Y.Cheng ex J.S.Ma
- Euonymus acuminifolius Blakelock
- Euonymus alatus (Thunb.) Siebold – trzmielina oskrzydlona
- Euonymus americanus L. – trzmielina amerykańska
- Euonymus angulatus Wight
- Euonymus atropurpureus Jacq. – trzmielina purpurowa
- Euonymus attenuatus Wall. ex M.A.Lawson
- Euonymus australianus F.Muell.
- Euonymus baekdusanensis M.Kim
- Euonymus balansae Sprague
- Euonymus barberi Murugan & Manickam
- Euonymus benguetensis Merr.
- Euonymus benthamii Lundell
- Euonymus bockii Loes.
- Euonymus boninensis Koidz.
- Euonymus bullatus Wall. ex M.A.Lawson
- Euonymus carnosus Hemsl.
- Euonymus castaneifolius Ridl.
- Euonymus centidens H.Lév.
- Euonymus chengiae J.S.Ma
- Euonymus chenmoui W.C.Cheng
- Euonymus chiapensis Lundell
- Euonymus chloranthoides Y.C.Yang
- Euonymus chui Hand.-Mazz.
- Euonymus clivicola W.W.Sm.
- Euonymus cochinchinensis Pierre
- Euonymus contractus Sprague
- Euonymus cornutus Hemsl.
- Euonymus corymbosus Sprague & Bullock
- Euonymus costaricensis Standl.
- Euonymus crenulatus Wall. ex Wight & Arn.
- Euonymus darrisii Loes.
- Euonymus dichotomus B.Heyne ex Wall.
- Euonymus dielsianus Loes.
- Euonymus distichus H.Lév.
- Euonymus dolichopus Merr. ex J.S.Ma
- Euonymus eberhardtii Tardieu
- Euonymus echinatus Wall.
- Euonymus elaeodendroides Loes.
- Euonymus enantiophyllus (Donn.Sm.) Lundell
- Euonymus europaeus L. – trzmielina pospolita, t. zwyczajna
- Euonymus euscaphis Hand.-Mazz.
- Euonymus ficoides C.Y.Cheng ex J.S.Ma
- Euonymus fimbriatus Wall. – trzmielina zwisająca, t. orzęsiona
- Euonymus fortunei (Turcz.) Hand.-Mazz. – trzmielina Fortune’a, t. pnąca
- Euonymus frigidus Wall.
- Euonymus fusiformis R.Parker
- Euonymus gibber Hance
- Euonymus giraldii Loes.
- Euonymus glaber Roxb.
- Euonymus glandulosus (Merr.) Ding Hou
- Euonymus gracillimus Hemsl.
- Euonymus grandiflorus Wall. – trzmielina wielkokwiatowa
- Euonymus hainanensis W.Y.Chun & F.C.How
- Euonymus hamiltonianus Wall. – trzmielina Hamiltona
- Euonymus hemsleyanus Loes.
- Euonymus huae J.S.Ma
- Euonymus hukuangensis C.Y.Cheng ex J.S.Ma
- Euonymus hupehensis (Loes.) Loes.
- Euonymus impressus Blakelock
- Euonymus indicus B.Heyne ex Wall.
- Euonymus japonicus Thunb. – trzmielina japońska
- Euonymus jinyangensis C.Y.Chang
- Euonymus kachinensis Prain
- Euonymus kanyakumariensis Murugan & Manickam
- Euonymus kengmaensis C.Y.Cheng ex J.S.Ma
- Euonymus kweichowensis Chen H.Wang
- Euonymus lanceolatus Yatabe
- Euonymus latifolius (L.) Mill. – trzmielina szerokolistna, t. wielkoowocowa
- Euonymus lawsonii C.B.Clarke ex Prain
- Euonymus laxiflorus Champ. ex Benth.
- Euonymus leiophloeus Steven
- Euonymus lichiangensis W.W.Sm.
- Euonymus lucidus D.Don
- Euonymus lushanensis F.H.Chen & M.C.Wang
- Euonymus lutchuensis T.Itô
- Euonymus maackii Rupr. – trzmielina Maacka
- Euonymus macrocarpus Gamble ex Oliv.
- Euonymus macropterus Rupr. – trzmielina wielkoskrzydła
- Euonymus melananthus Franch. & Sav.
- Euonymus mengtseanus (Loes.) Sprague
- Euonymus mexicanus Benth.
- Euonymus microcarpus (Oliv. ex Loes.) Sprague
- Euonymus moluccensis Blakelock ex Ding Hou
- Euonymus myrianthus Hemsl.
- Euonymus nanoides Loes. & Rehder
- Euonymus nanus M.Bieb. – trzmielina niska
- Euonymus nitidus Benth.
- Euonymus obovatus Nutt. – trzmielina odwrotnie jajowata
- Euonymus occidentalis Nutt. ex Torr.
- Euonymus oxyphyllus Miq. – trzmielina ostrolistna
- Euonymus parasimilis C.Y.Cheng ex J.S.Ma
- Euonymus percoriaceus C.Y.Wu ex J.S.Ma
- Euonymus phellomanus Loes. – trzmielina korkowa
- Euonymus pittosporoides C.Y.Cheng ex J.S.Ma
- Euonymus pleurostylioides (Loes.) H.Perrier
- Euonymus potingensis Chun & F.C.How ex J.S.Ma
- Euonymus pseudovagans Pit.
- Euonymus recurvans Miq.
- Euonymus rehderianus Loes.
- Euonymus revolutus Wight
- Euonymus rothschuhii Loes.
- Euonymus sachalinensis (F.Schmidt) Maxim. – trzmielina płaskoogonkowa
- Euonymus salicifolius Loes.
- Euonymus sanguineus Loes. – trzmielina krwista
- Euonymus schensianus Maxim.
- Euonymus semenovii Regel & Herder
- Euonymus serratifolius Bedd.
- Euonymus sootepensis Craib
- Euonymus spraguei Hayata
- Euonymus subcordatus J.S.Ma
- Euonymus subsulcatus Prain
- Euonymus szechuanensis C.H.Wang
- Euonymus tashiroi Maxim.
- Euonymus tenuiserratus C.Y.Cheng ex J.S.Ma
- Euonymus ternifolius Hand.-Mazz.
- Euonymus theacola C.Y.Cheng ex T.L.Xu & Q.H.Chen.
- Euonymus theifolius Wall. ex M.A.Lawson
- Euonymus tibeticus W.W.Sm.
- Euonymus tingens Wall.
- Euonymus tonkinensis (Loes.) Loes.
- Euonymus tsoi Merr.
- Euonymus vaganoides C.Y.Cheng ex J.S.Ma
- Euonymus vagans Wall.
- Euonymus velutinus Fisch. & C.A.Mey. – trzmielina aksamitna
- Euonymus venosus Hemsl.
- Euonymus verrucocarpus C.Y.Cheng ex J.S.Ma
- Euonymus verrucosoides Loes. – trzmielina nibybrodawkowata
- Euonymus verrucosus Scop. – trzmielina brodawkowata
- Euonymus viburnoides Prain
- Euonymus walkeri Wight
- Euonymus wilsonii Sprague
- Euonymus wrayi King
- Euonymus wui J.S.Ma
- Euonymus yakushimensis Makino
- Euonymus yunnanensis Franch.

## Nazewnictwo
Euonymus to starożytna nazwa grecka u Teofrasta z Eresos oznaczająca oleandra pospolitego. Powstała z przedrostka eu- oznaczającego „dobry, właściwy” oraz słowa ónoma oznaczającego „nazwę, imię”, co tłumaczone jest jako „roślina dobrego/właściwego imienia”. Nazwa ta przeniesiona została na trzmielinę przez Josepha Pittona de Tourneforta, najwyraźniej ironicznie/przewrotnie (ze względu na trujące właściwości). Nazwa utrzymana została przez Karola Linneusza, u którego w Species Plantarum zapisana została w postaci Evonymus. W przeszłości obowiązywał taki zapis ortograficzny greckiego ευ jak w źródle nazwy lub oba warianty (eu- i ev-). Współcześnie, zgodnie z art. 60 międzynarodowego kodeksu nomenklatury botanicznej, obowiązuje zapis Euonymus.
Polska nazwa zwyczajowa dawniej to „montwa/mątwa”, „trzmiel/przmiel”, „trzmielina/przmielina”, „trzmielnica”, ujednolicona od początku XX wieku do „trzmielina”.